# Nicànor (escriptor)
Nicànor (en grec antic Νικάνωρ) fou un escriptor grec que menciona Esteve de Bizanci, al que afegeix el nom de Λέανδρος ("Léandros").
Diu que va ser l'autor d'una obra titulada Μετονομασιας. Ateneu de Naucratis esmenta la mateixa obra i diu que l'autor era de Cirene sense mencionar-ne el nom. Probablement és el mateix Nicànor que es menciona en uns escolis d'Apol·loni Rodi en connexió amb l'origen antic dels egipcis.